# GMC
GMC（ジーエムシー）とは、アメリカの自動車メーカー、GMが北米および中東地域で展開している商用車およびライトトラック（ピックアップトラック・SUV）部門およびそのブランドである。日本への正規輸入は行われていないが、並行輸入車が入手可能である。

## 概要
かつては消防車、救急車、大型トラック、バス、軍用車両、キャンピングカーも製造していたが、現在はSUV、ピックアップトラック、バン、ライトデューティートラック、ミディアムデューティートラックのみを製造している。セダンやクーペなどの一般的な普通乗用車は扱っていないが、それらの車種を扱うビュイックやポンティアック（2010年廃止）とは販売網が統合されている。
ほとんどの車種はシボレーのバッジエンジニアリング車である。最大の相違点は車体正面に付けられた赤色（それ以外の色もある）の「GMC」バッジだが、豊富な標準装備やオプションを取り揃えて差別化を図ることも多い。特に高級仕様である「デナリ」の設定はシボレーにないGMCの大きな特徴である。このデナリグレードは、トレードマークとなるハニカムグリル、専用バンパー、サイドの「デナリ」エンブレム、大径アルミホイール、さまざまなクロームのアクセントなどで外観のアップグレードを図り、内装では本革や木目調部材を使用し、ステアリングホイールには「デナリ」ロゴが入るほか、さまざまな快適装備が標準で用意される。そして価格もノーマルモデルと比較して大幅に引き上げられている。日本では一時期アストロの姉妹車であるサファリが一部のユーザーに人気となった｡

## 歴史
1901年、マックス・グラボウスキー（Max Grabowsky）は「ラピッド・モーター・ビークル・カンパニー」（en:Rapid Motor Vehicle Company）を設立し、商用トラックの原型となる車をいくつか開発した。トラックは単気筒エンジンを採用していた。1909年、ラピッド・モーター・ビークルはGMによって買収され、GMCトラックの由来となるゼネラルモーターズ・トラック・カンパニーの土台となった。
GMはまた、1908年に別の独立系トラックメーカー「リライアンス・モーター・カー・カンパニー」（Reliance Motor Car Company）も買収していた。ラピッドとリライアンスは1911年に合併して「ゼネラルモーターズ・トラック・カンパニー」となり、1912年に「GMCトラック」ブランドがニューヨーク国際オートショーにて初披露された。全体におけるGMCブランドの貢献はほんの372台に過ぎなかったものの、約22,000台のトラックがこの年に製造された。翌1913年には、ラピッドとリライアンスの全トラックがGMCブランドに代わった。
1916年、GMCトラックはアメリカ国内をシアトルからニューヨークまで30日間で横断し、1926年にはGMCの2トントラックがニューヨークからサンフランシスコまで5日間（と30分）運転された。第二次世界大戦中、GMCトラックはアメリカ軍用トラックを60万台製造した。
1925年、GMはジョン・D・ハーツによって創業されたイリノイ州シカゴのバス車体メーカー、イエロー・コーチ・マニュファクチャリング・カンパニー（en:Yellow Coach Manufacturing Company）の支配権を取得した。1943年に残りの株式を買収した後、GMは同社を「GMトラック・アンド・コーチ・ディヴィジョン」（en:GM Truck and Coach Division）と改名し、1980年代までカナダとアメリカで都市間輸送バスを製造した。GMは1970年代末から1980年代にかけて競争の激化に直面してから間もなく、バスの製造を打ち切った。1987年、GMCは自社のバス車種をTMC（トランスポート・マニュファクチャリング・コーポレーション）社およびカナダのMCI（モーター・コーチ・インダストリーズ）社に売却し、それはのちにノヴァ・バス（w:Nova Bus）の手に渡った。
ミディアムデューティートラックの分野では、1984年にいすゞ自動車からOEM供給を受けてフォワードの販売を開始した。この業務提携は2013年現在においても継続している。一方、ヘビーデューティートラック事業では、1986年にGMとスウェーデンのボルボとの間でヘビーデューティートラックの製造・販売の合弁会社を設立するも、1987年にアストロ95（シボレー・タイタンのGMC版）とジェネラル（シボレー・バイソンのGMC版）の製造を打ち切り、1989年にはブリガディアー（シボレー・ブルーインのGMC版）の製造も終了したため、GMCは1911年以来続けてきたヘビーデューティートラック市場から撤退してしまった。
以降、GMCはライトトラックに注力していくこととなる。いずれも短命に終わったものの、1991年から1992年にかけてソノマおよびS-15ジミーの高性能版であるサイクロンやタイフーンを登場させ、シボレーとの差別化を図った。そして1996年、乗用車からGMC車への乗り換えを促すべく、ブランド名から「トラック」を削除して単に「GMC」とした。1998年にはリンカーン・ナビゲーターに対抗してユーコンに高級グレード「デナリ」を設定し、それ以降は他のGMCの車種にもデナリを展開していくことになる。
2002年、前身のラピッド設立から数えて100周年を迎えたGMCは会社の全歴史を解説した、“GMC: The First 100 Years”と題された本を出版した。しかし、この2000年代においては原油高をきっかけとする中大型ピックアップ・SUVの需要縮小に直面し、GMCはラインアップの変革を迫られることとなった。2000年代後半にはシエラやユーコンのハイブリッド仕様を投入して大型車の燃費改善を図る一方、2007年には初のクロスオーバーSUVとなるアカディアを、2009年には中型CUVのテレインを相次いで投入した。さらに2010年の北米国際オートショーでは、小型トールワゴンのコンセプトモデル「グラニット」を出展した。

## 車種一覧
- SUV
  - テレイン
  - アカディア
  - ユーコン
  - ハマーEV  SUV
  - エンボイ
  - サバーバン
  - ジミー
  - タイフーン
  - トラッカー

- ピックアップトラック
  - シエラ
  - キャニオン
  - ハマーEV SUT
  - ソノマ
  - サイクロン
  - C/K
  - スプリント/キャバレロ

- バン
  - サバンナ
  - サファリ
  - バンデューラ
  - ラリー
  - ハンディバン
  - ハンディバス

- トラック
  - トップキック
  - DRL/F/クラッカーボックス
  - B-シリーズ
  - HM9500
  - JH9500
  - アストロ95
  - ジェネラル
  - ブリガディアー
  - C-シリーズ
  - L-シリーズ/スチールチルトキャブ
  - T-シリーズ
  - W-シリーズ
  - フォワード
  - P-シャーシ

- バス
  - オールドルックトランジット
  - ニュールックトランジット（金魚鉢）
  - シーニクルーザー
  - RTS
  - クラシックス

- キャンピングカー
  - モーターホーム

- コンセプトカー
  - フューチャーライナー（英語版）（1950年）
  - XP-21 ファイアーバードI（英語版）（1954年）
  - ラサールII ロードスター（フランス語版）（1955年）
  - ラサールII セダン（フランス語版）（1955年）
  - ファイアーバードII（英語版）（1956年）
  - ファイアーバードIII（英語版）（1959年）
  - エレクトロバン エクスペリメンタル（1966年）
  - アーバンコンセプト（1970年）
  - Centaur（1988年）
  - ウルトラライト エクスペリメンタル（英語版）（1992年）
  - インパクト エクスペリメンタル（1992年）
  - テラダイン（英語版）（2000年）
  - テラクロス（英語版）（2001年）
  - テラ4（2002年）
  - Hy-Wire（2002年）
  - オートノミー（2002年）
  - エンボイ XUV AT4（2003年）
  - シークエル（2005年）
  - グラファイト（2005年）
  - PAD（2006年）
  - デナリXT（英語版）（2008年）
  - グラナイト（英語版）（2010年）
  - グラナイトCPU（英語版）（2010年）
  - シエラ オールテレイン HD（2011年）
  - シエラ 2500HD オールマウンテン（2017年）
  - キャニオン AT4 オーバーマウンテンX（2021年）
  - シエラ HD AEV（2024年）

## 画像

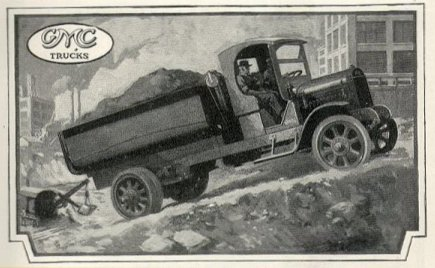
1919年のGMCトラックの広告
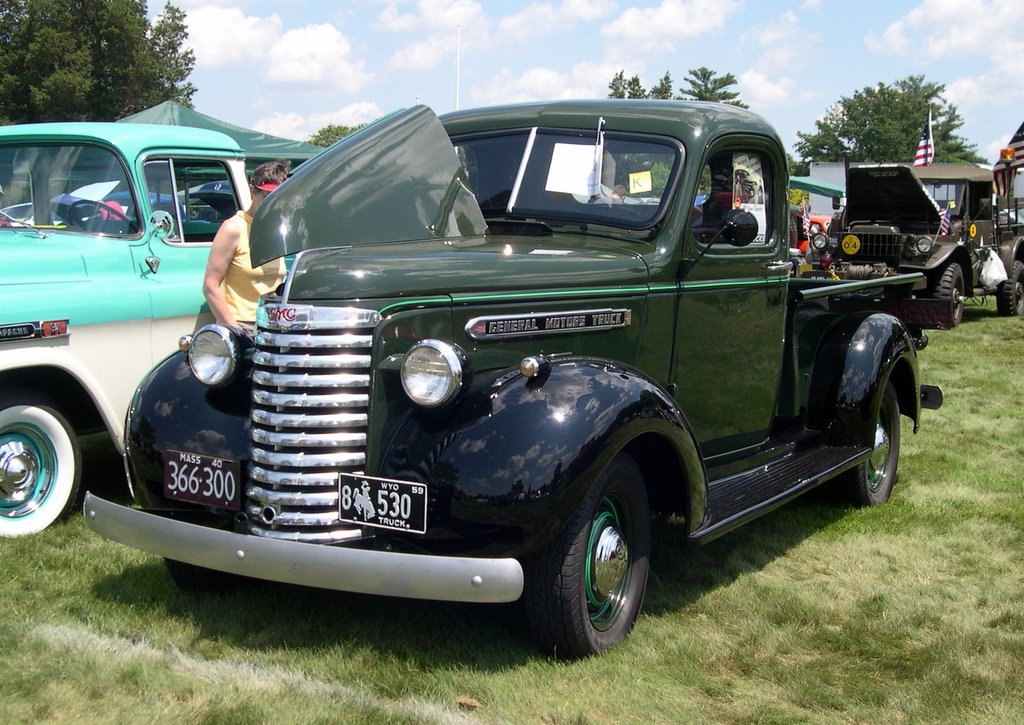
1940年型GMCトラック
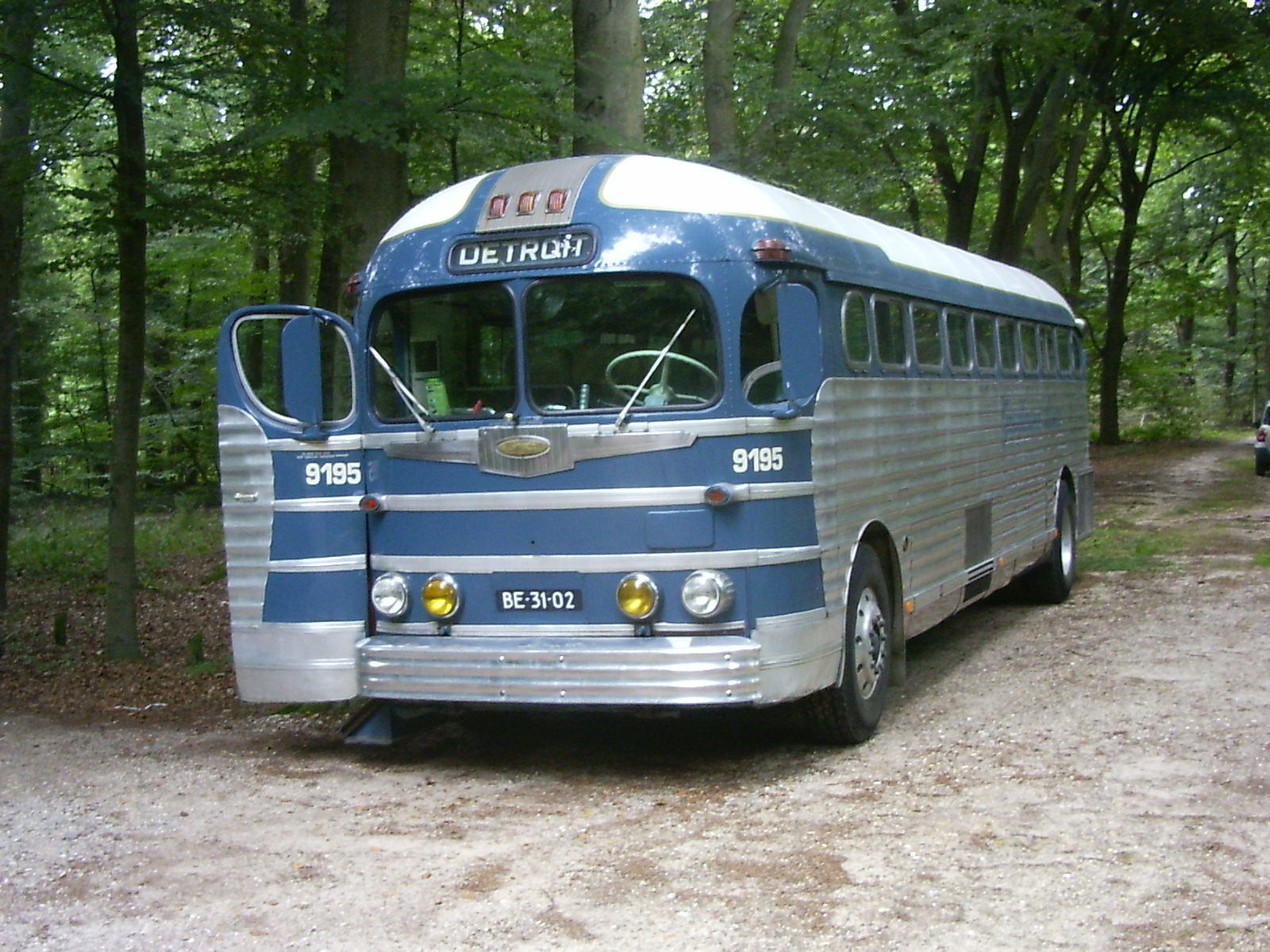
グレイハウンドラインの PD 4151（1948年）
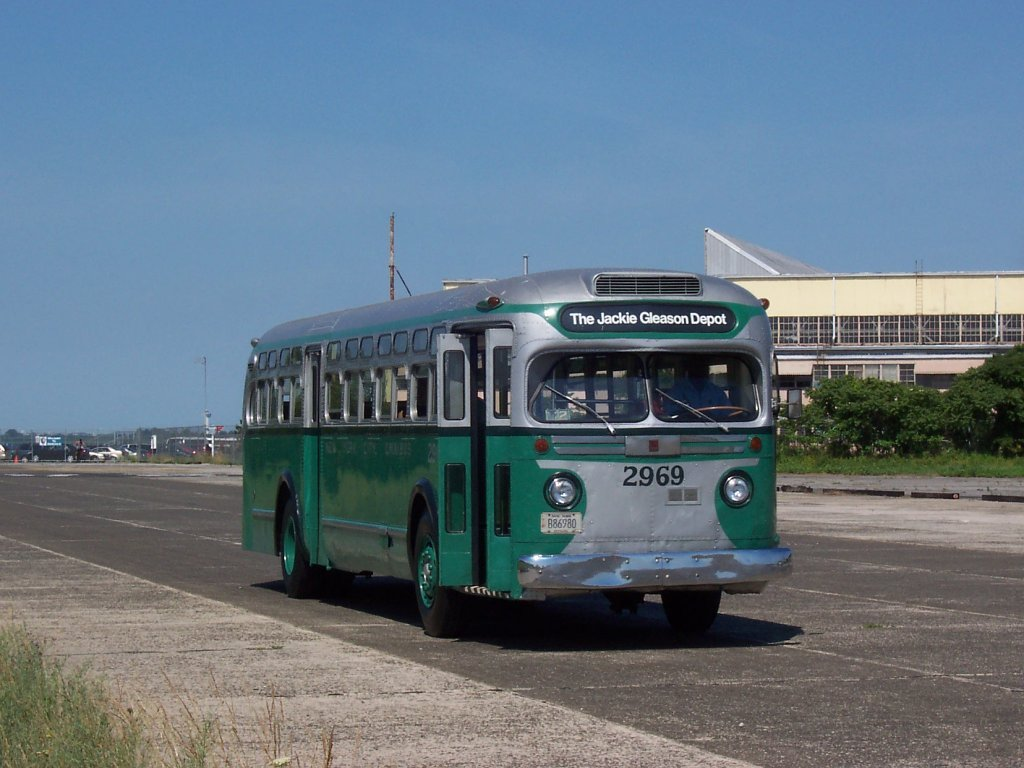
オールドルックトランジット TDH 5101（1953-1959年）
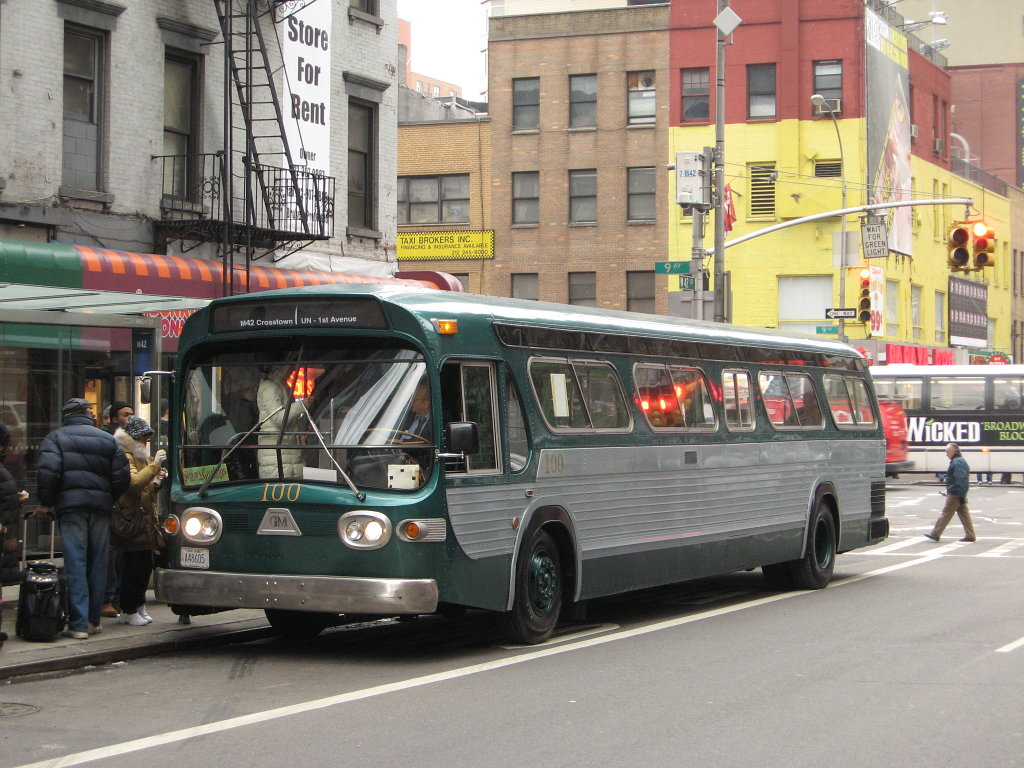
ニュールックトランジット（金魚鉢） TDH 5301（1960-1962年）
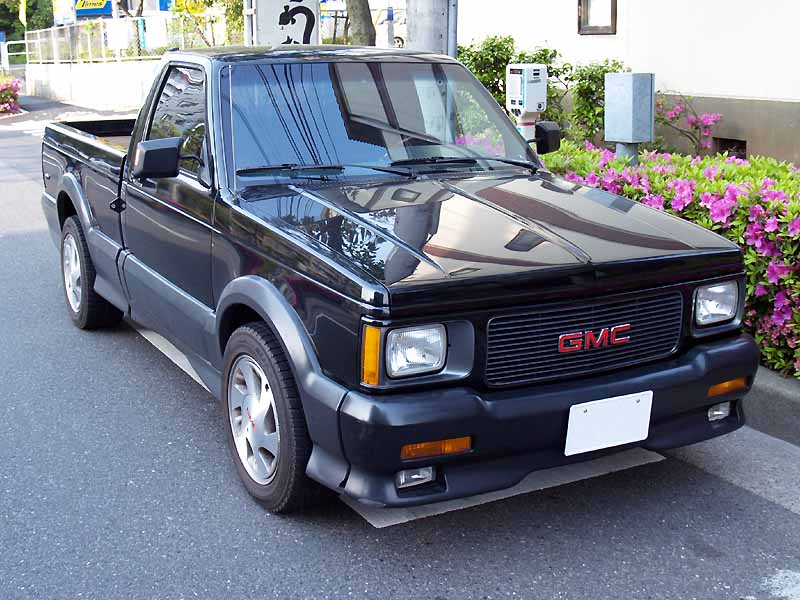
GMC・サイクロン（1991年）
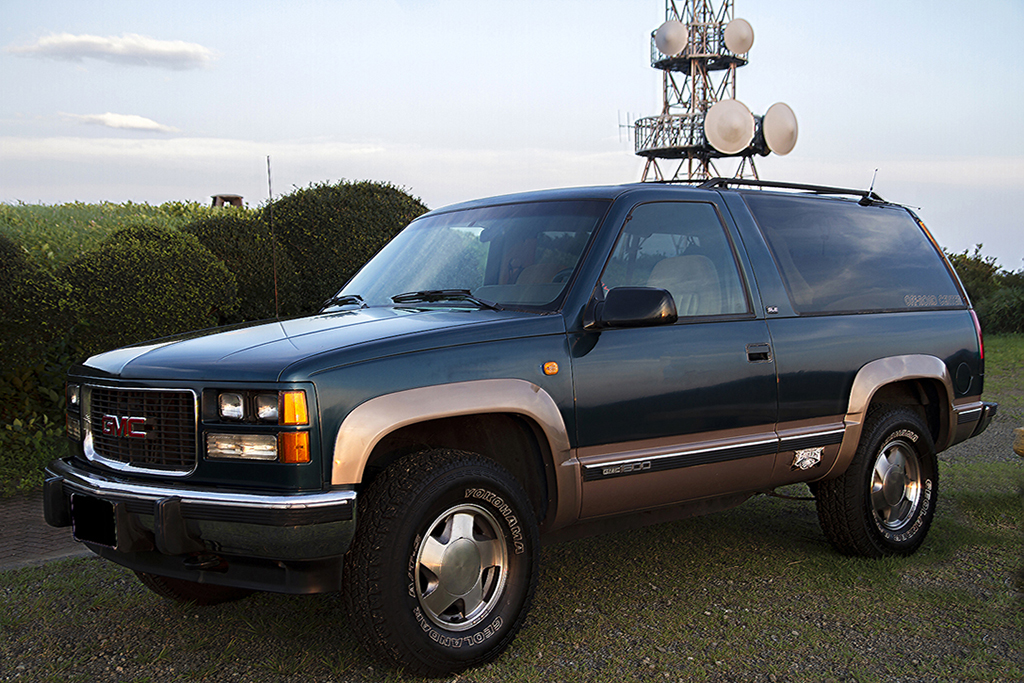
GMC yukon 1994 2Dr
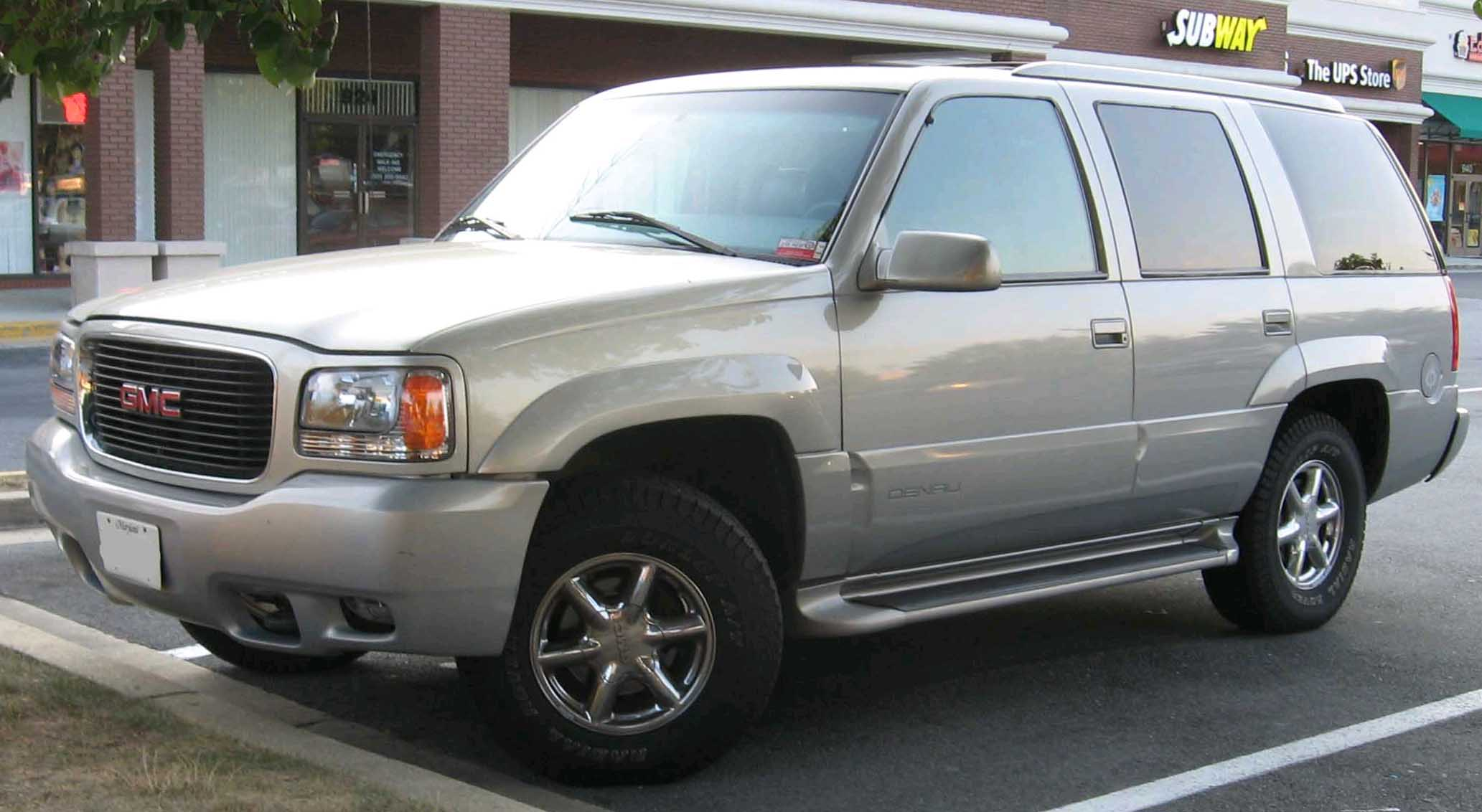
GMC・ユーコンデナリ（1998年）
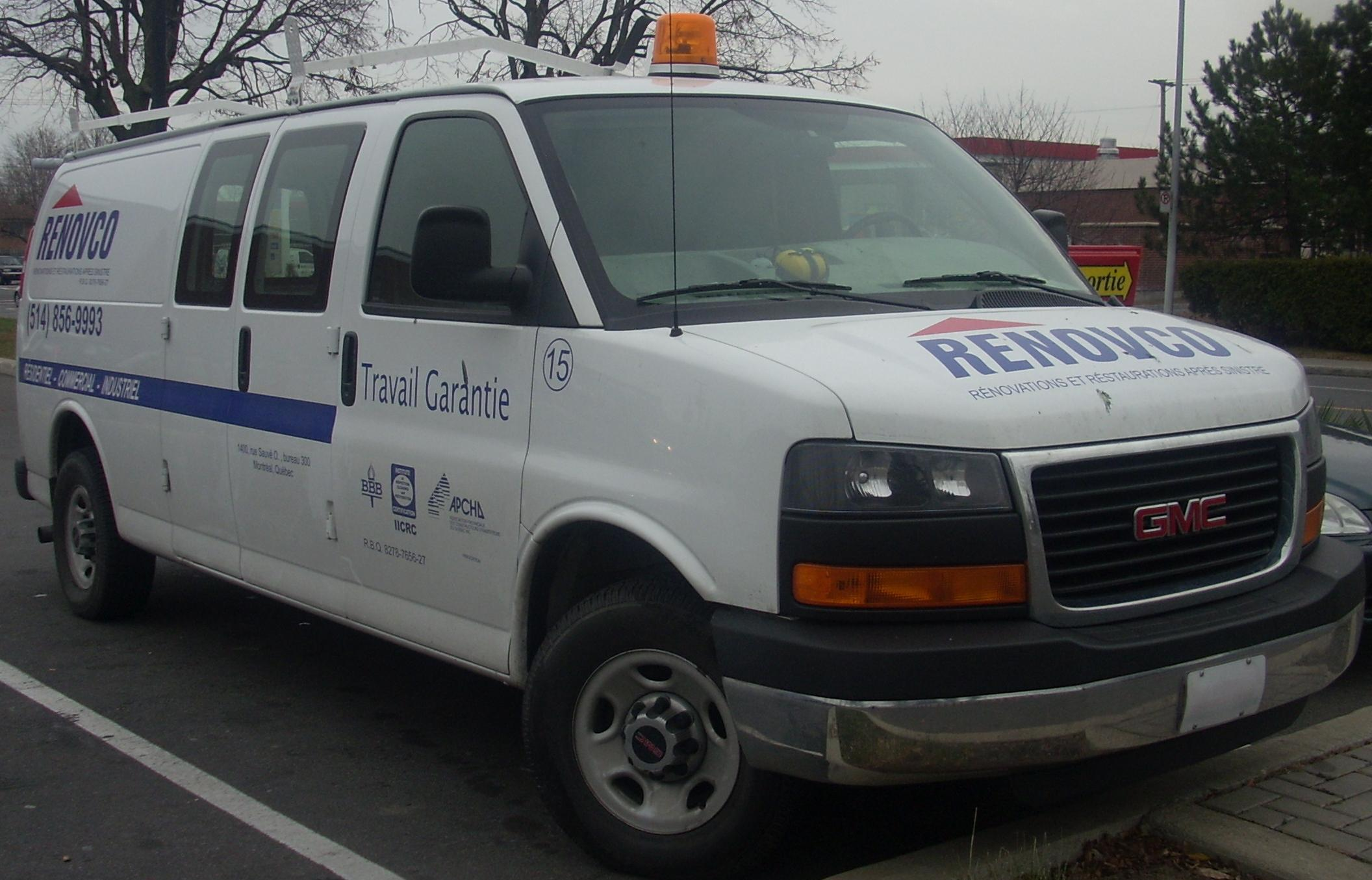
GMC・サバンナ（2003年）
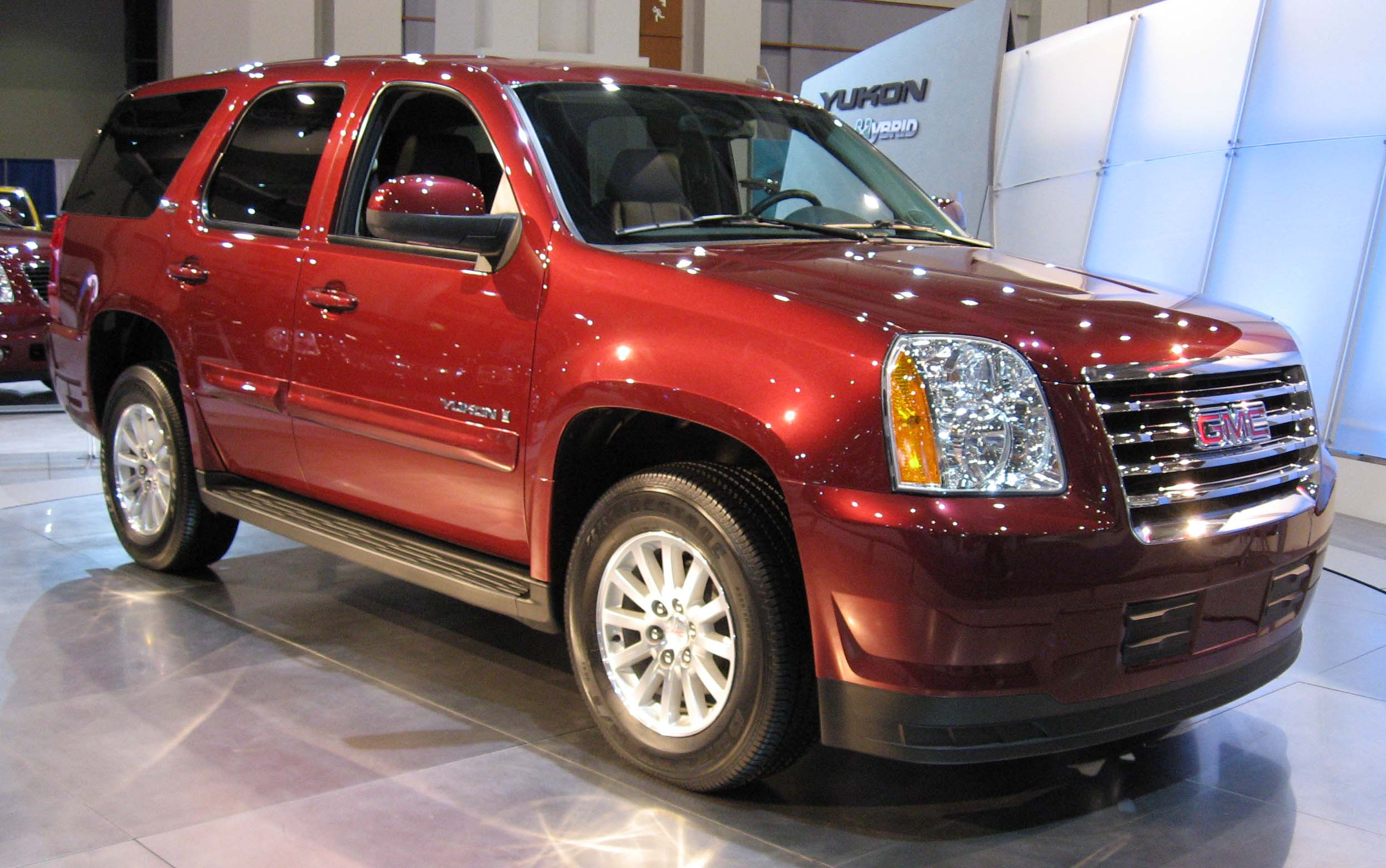
GMC・ユーコンハイブリッド（2007年）
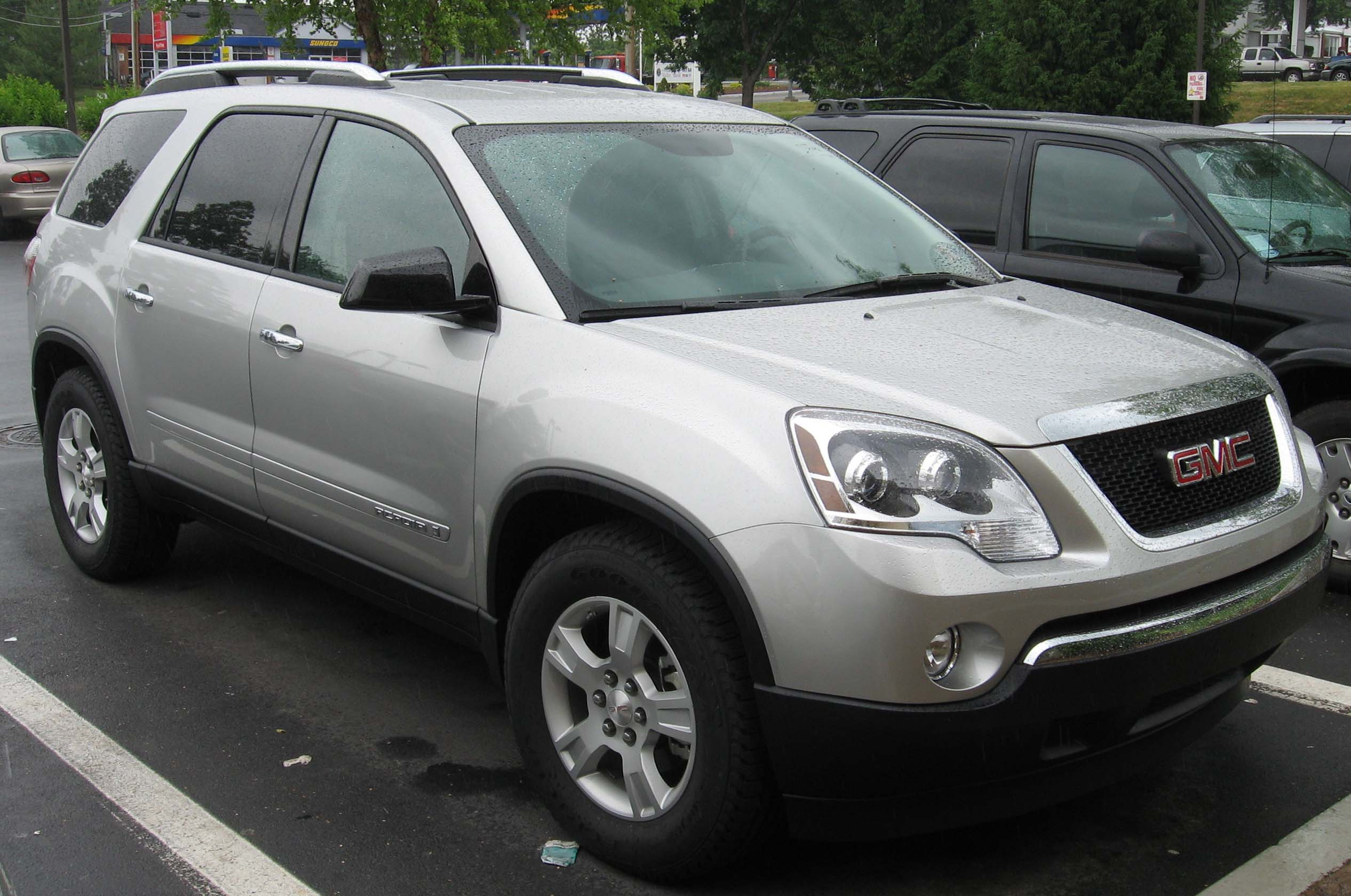
GMC・アカディア（2007年）
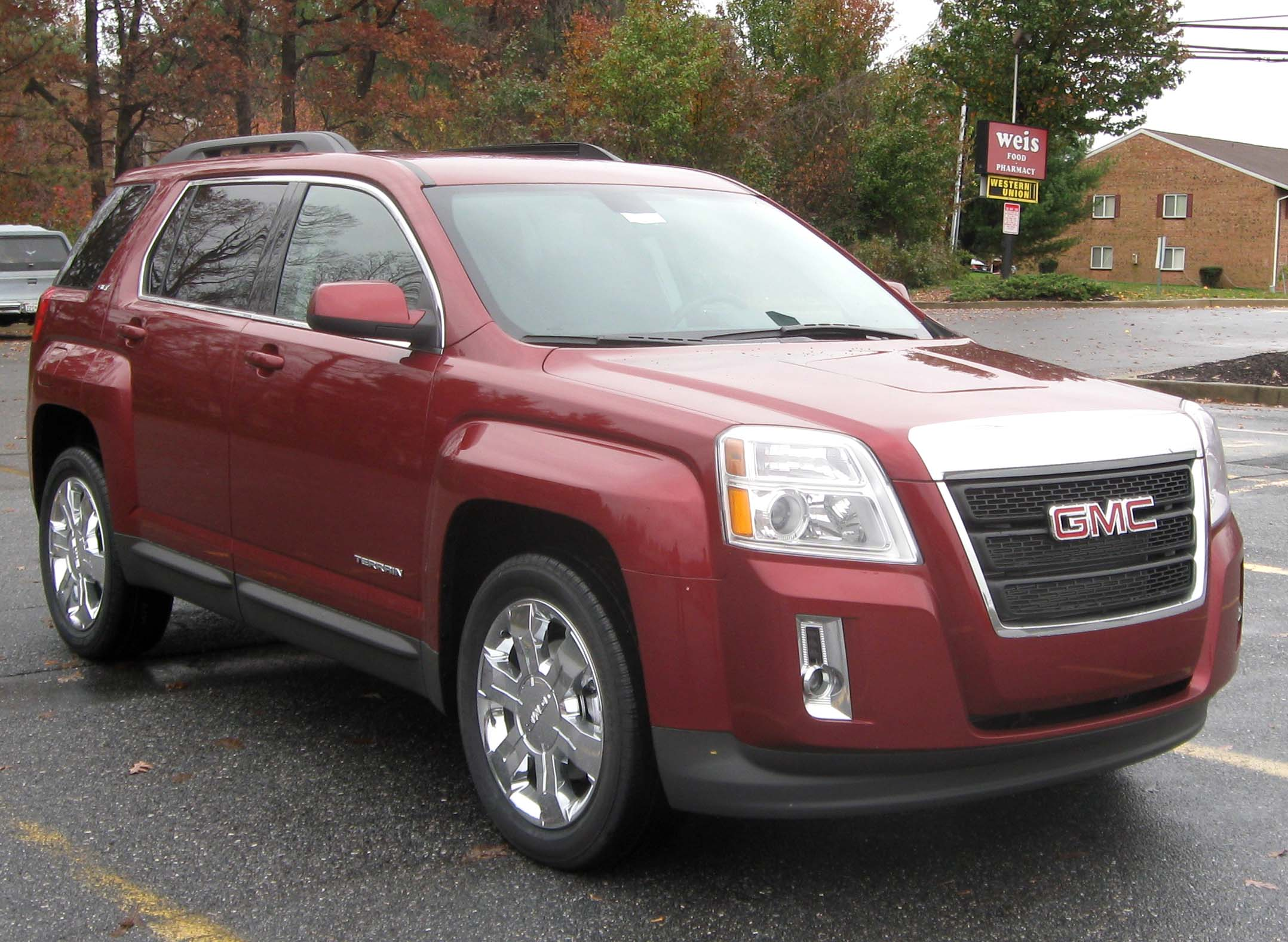
GMC・テレイン（2009年）
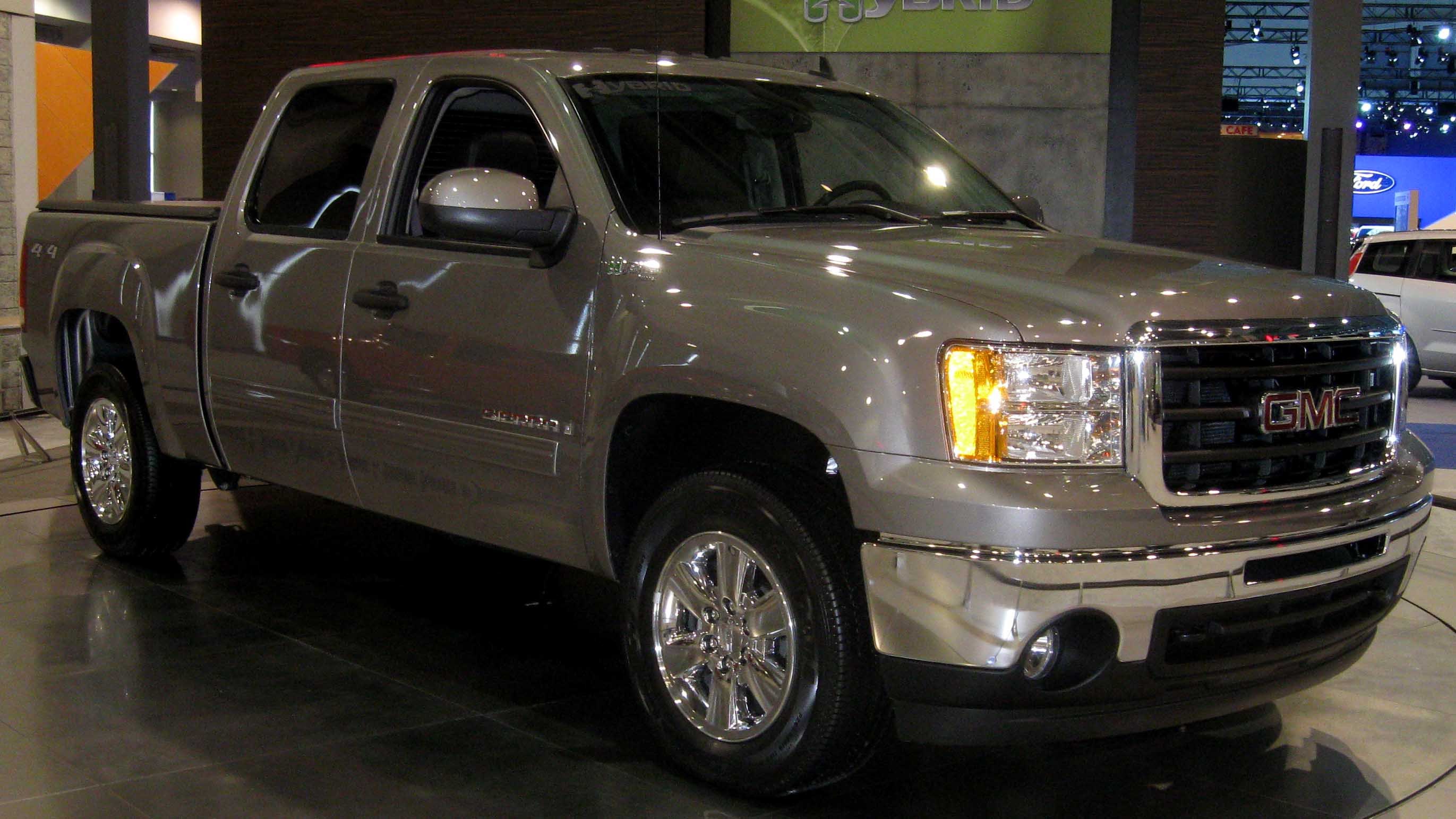
GMC・シエラハイブリッド（2009年）
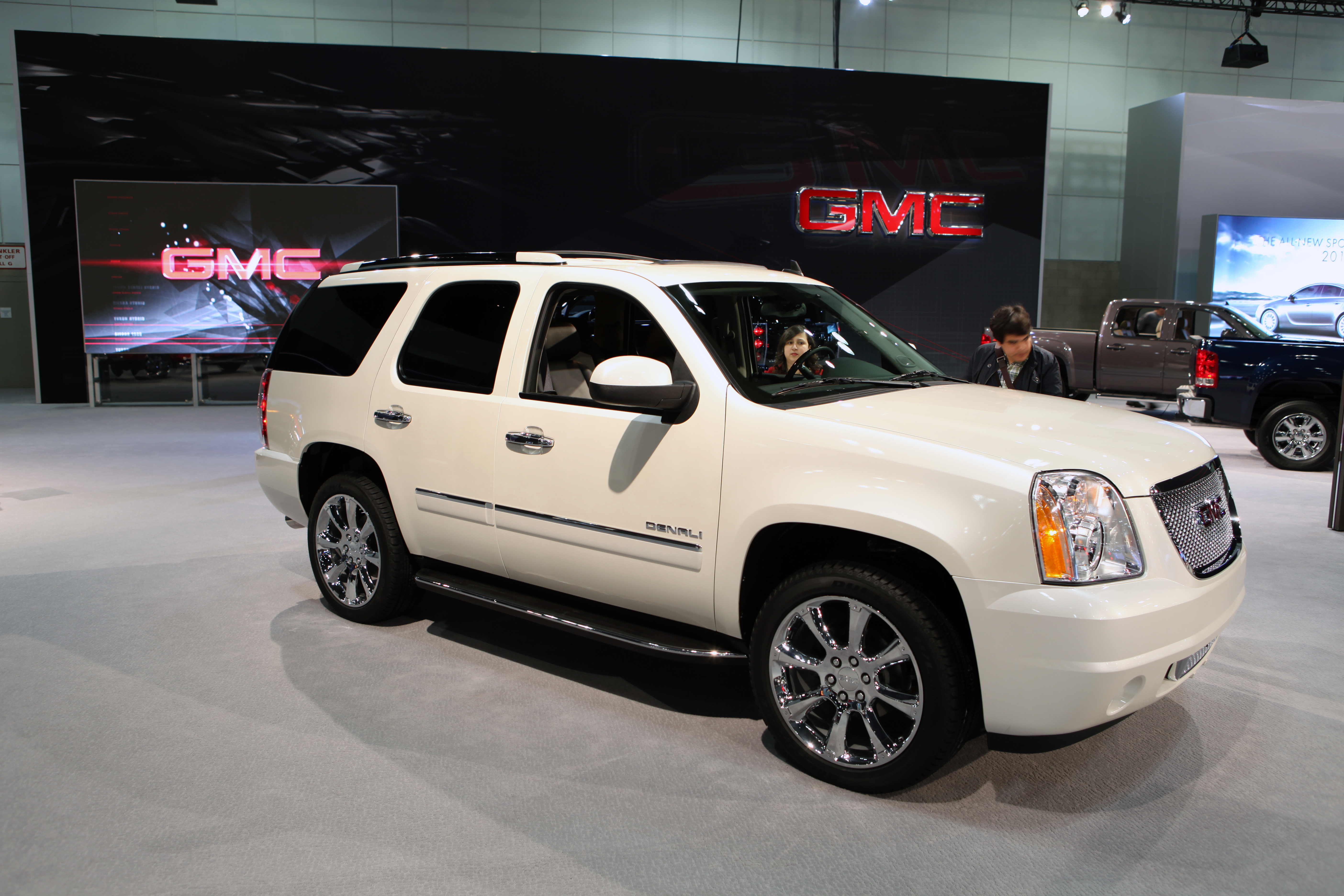
GMC・ユーコンデナリ

## 名前の由来
「GMCトラック」の名前の意味については、ラピッド・モーター・ビークルがGMに買収されて「General Motors Truck Company」となり、そこから「General Motors Company Truck」（GMC Truck）というブランドができたという説と、ラピッド・モーター・ビークルの元の名前「Grabowski Motor Vehicle Company」から「Grabowski Motor Company Truck」としたとする2つの説が有力視されているが、GM広報に問い合わせても、GM・GMCのどちらに質問するかによって回答に違いがあり、はっきりしない。